# Marca de Torí
El  comtat o marca de Torí (també coneguda com a  marca de Susa  o marca Arduina o Arduínica), va ser un territori vassall del Regne d'Itàlia i del Sacre Imperi Romanogermànic, creada per administrar el buit de poder sorgit amb la fi de la dominació anscàrica juntament amb altres marques de les cases obertenga i Aleràmica. Va ser fundada l'any 941 per Hug d'Arles (Rei d'Itàlia). El monarca va col·locar en el càrrec de marquès a Arduí el Calb.
Aquest feu, en principi denominat marca Arduina (o marca Arduínica), va ser creat amb la intenció de cobrir el buit de poder existent en el regne d'Itàlia després de la desaparició de la casa d'Ivrea. La marca d'Ivrea va ser dividida en diverses marques que van passar a mans de famílies d'origen germànic (marca Arduina, marca alerama i  marca Obertenga, que van passar a denominar-se, respectivament, marca de Susa-Torí, marca de Montferrat i marca de Gènova.
Durant aquest període, Arduí va combatre els sarraïns que s'havien instal·lat a la Vall de Susa, annexant aquests territoris. Al 962 Arduí va ser destituït del títol de marquès de Susa i Torí.
El marquès de la casa arduina més important va ser Ulric Manfred II, que va portar a la marca a la seva màxima extensió territorial i al seu apogeu polític. La seva filla, Adelaida de Susa, es va casar amb Odó de Savoia l'any 1046. Els fills i nets d'Adelaida van cooperar amb Odó en el govern de la marca, però després de la seva mort el 1091, l'autoritat comtal va passar a mans del bisbe de Torí (1092), mentre que la mateixa ciutat es va convertir en una comuna (1091). Les terres i feus de la marca van ser absorbits per la casa de Savoia i engrossits en el seu comtat, del qual Torí seria capital en segles venidors.
En 1076, l'emperador Enric IV, en oposició a la noblesa local i l'església, va nomenar al seu fill Conrad marcgravi de Torí a l'edat de dos anys. Aquest poder mai va ser efectiu i el títol va ser purament nominal, ja que es va enfrontar al seu pare i va ser desheretat.

## Marquesos
- 962 - 977 Arduí Glaber
- 977 - 1000 Ulric Manfred I
- 1000 - 1034 Ulric Manfred II
- 1034 - 1091 Adelaida de Susa
- 1037 - 1038 Herman IV de Suàbia
- 1041 - 1045 Enric de Montferrat
- 1046 - 1060 Otó I de Savoia